# La bugiarda (miniserie televisiva)
La bugiarda è uno sceneggiato televisivo italiano del 1989, basato sulla pièce omonima e diretto da Franco Giraldi.

## Trama
Una giovane ragazza Isabella inizia a frequentare il principe Adriano, e la madre della giovane non approva e vorrebbe che lei si fidanzasse con Albino, un giovane insegnante, e la ragazza continua a frequentare Adriano raccontando bugie alla madre.

## Distribuzione
Lo sceneggiato venne trasmesso in prima visione su Canale 5 durante la stagione televisiva 1989-1990.
Originariamente, lo sceneggiato era strutturato come una miniserie TV composta da due distinte puntate della durata di 90 minuti ciascuna.
Gli interpreti principali sono Francesca Dellera nel ruolo di Isabella, Daniel Olbrychski nel ruolo di Adriano, Marie Laforêt nel ruolo di Elvira.
Nel corso degli anni successivi, lo sceneggiato è stato anche distribuito in una versione rimontata di una sola puntata. Per questo, viene classificato anche come film TV.
L'autore della colonna sonora è Luis Bacalov, accreditato nella fiction come Luis Enríquez Bacalov.